# Ophiothrix fragilis

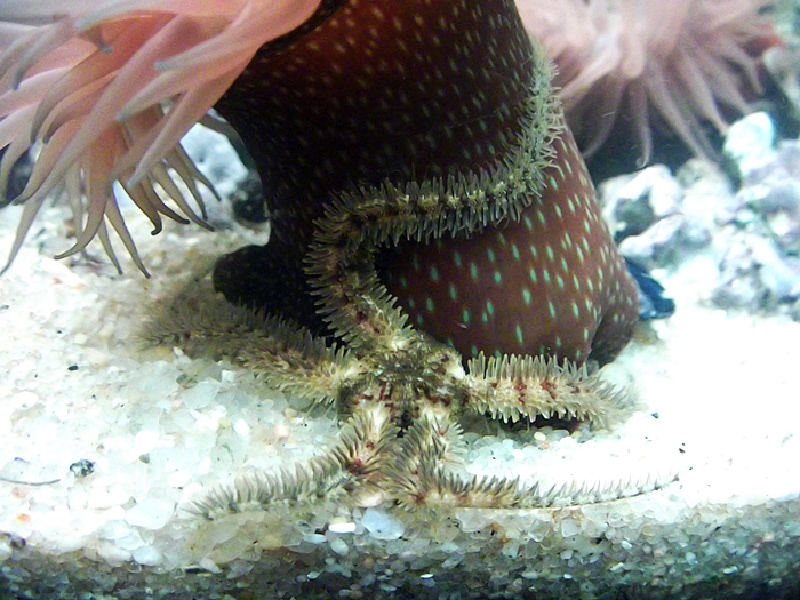
Hình ảnh của Ophiothrix fragilis

Ophiothrix fragilis là tên của một loài sao biển thuộc bộ Ophiurida. Người ta phát hiện chúng chung quanh vùng biển của phía Tây châu Âu. Người Anh cũng biết đến loài sao biển này vì nó cũng ở đó.

## Mô tả
Màu sắc của loài sao này thì từ màu tím, đỏ cho tới màu hơi vàng hoặc xám nhạt và chúng còn có đốm đỏ. Cánh thì thường là có màu trắng hoặc xám với những dải màu hồng. Đường kính đĩa thì khoảng 1 cm, còn chiều dài cánh thì gấp 5 lần đường kính đĩa.

## Phân bố và môi trường sống
Loài này sinh sống vùng ven biển của Anh, Ireland và biển Bắc. Chúng còn sống trong khu vực từ quần đảo Lofoten và Iceland đến Açores cũng như là dọc theo bãi biển của phía tây châu Phi đến mũi Hảo Vọng. Chúng sống từ vùng thủy triều lên xuống đến độ sâu 350 mét. Ta thường tìm thấy chúng ở trong những vỏ ốc rỗng hoặc bên dưới những tảng đá. Nhưng chúng cũng có thể sống ở những đáy biển có đá, sỏi và cát thô.

## Sinh vật học
Ở xa bờ, loài này sẽ tập trung rất đông, lên đến mật độ mà cứ 1 mét vuông thì có 2000 cá thể. Còn khi gần bờ thì chúng sống riêng lẻ bên dưới sỏi, trong các kẽ đá và trong các loài tảo biển.
Chúng là loài ăn xác chết, nếu không tìm được xác chết nào của sinh vật nào, nó sẽ vươn các cánh của nó lên và bắt lấy những gì trôi trong nước để ăn. Nó cũng là mồi của những loài khác vì xác của nó được phát hiện bên trong dạ dày của những loài săn mồi quen thuộc. Nhưng mà những cái gai nhỏ của nó sẽ làm cho nó không ngon lành, cộng với việc nó sống ở những nơi kín đáo và ngụy trang khéo léo cho nên một nghiên cứu khẳng định nó có thể sống đến 10 năm là hoàn toàn hợp lí.
Mùa sinh sản của chúng là từ tháng 5 đến tháng 1 năm sau, thời gian dài nhưng các cá thể cái chỉ đẻ trứng một lần. Một tuần sau khi đẻ, ấu trùng của chúng là sinh vật phù du sẽ xuất hiện trong cột nước. Sau đó chúng trải qua quá trình biến thái hoàn toàn. Con non nhỏ nhất chỉ có 2 cánh và bán kính vùng giữa chỉ 2 mm.